# 화려한 휴가 (드라마)
《화려한 휴가》는 1996년 10월 28일부터 1996년 11월 26일까지 방송된 MBC 월화드라마이다.
이 드라마는 1회 방영분에서 지나친 폭력 장면을 내보내는 등 살인과 폭력행위 등을 자극적으로 묘사하여 시청자에게 지나친 충격과 불안감을 줬다는 이유로 방송위원회로부터 경고 조치를 받았다.
원래는 16부작 계획이 있었으나 경쟁드라마인 SBS월화드라마 연어가 돌아올 때 시청률 인하여 고전면치 못하게 되자 10부작으로 조기종영되었다.

## 등장 인물
- 최재성 : 강주훈 역
- 유인촌 : 이정민 역
- 오대규 : 조형사 역
- 오현경 : 이한나 역
- 김서라 : 박채린 역
- 김윤진 : 강미림 역
- 유하영 : 최소영 역
- 김무생 : 인태곤 역
- 전운 : 권장군 역
- 최정훈
- 김진태 : 마길창 역
- 박정수
- 김병기 : 이창동 역
- 김기현 : 최만수 역
- 천호진 : 사하라 역
- 박진성
- 김홍석
- 최재호 : 쌍미갈 역
- 백인철 : 가네야마 역
- 신구 : 대통령 역
- 임대호 : 모로코 역

## 이모저모
- 이한나 역을 맡은 오현경은 같은 시기에 방영된 KBS 2TV 수목드라마 《머나먼 나라》와 동시에 출연하였다.[2]